# Gustaf Jakob Keijser
Gustaf Jakob Keijser, född den 21 oktober 1844 i Stockholm, död där den 28 mars 1916, var en svensk filosof och skolman, brorson till Karl Johan Keyser, bror till Ernst Jakob Keijser.

## Biografi
Keijser avlade studentexamen i Uppsala 1862, blev filosofie kandidat 1867, filosofie doktor 1869, kollega vid Ladugårdslands lägre elementarläroverk 1873 och var 1875–1909 lektor i kristendom vid Högre lärarinneseminariet i Stockholm. 
Han gjorde sig känd som en grundlig kännare av den boströmska filosofin och var en varm anhängare av dess stiftare, vars skrifter han, tillsammans med Hans Edfeldt, gav ut i 3 band 1883–1901. Keijser publicerade även Boströms "Föreläsningar i religionsfilosofi (1905–10) med kommentarer. Det var huvudsakligen på Keijsers initiativ, som Boströmsförbundet bildades 1908 och han grundade även ett Boströmsbibliotek. 
Keijser lämnade i en årsredogörelse för seminariet en översikt av de sköna konsternas glansperioder. Som kristendomslärare ska Keijser ha varit uppskattad och hans Bibelkunskap utkom i flera upplagor. Keijser utgav även Grunddragen af kristendomens historia.
Keijser är begravd på Norra begravningsplatsen utanför Stockholm.